# Населённые пункты Витебской области
Витебская область включает следующие населённые пункты:
- 39 городских населённых пунктов на 2019 год (в списках выделены оранжевым цветом), в том числе:
  - 16 города,
    - 2 города областного значения;
    - 14 городов районного значения;

  - 23 поселков городского типа.
- 6480 сельских населённых пунктов, из них 366 — без населения. (по данным переписи населения 2019 года)[2].

### Города областного значения
| № | Населённый пункт | Тип   | Население |
| - | ---------------- | ----- | --------- |
| 1 | Витебск          | город | 360 419   |
| 2 | Новополоцк       | город | 97 182    |

### Прочие
О населённых пунктах, входящих в состав районов, см.:
Населённые пункты Витебской области в районах (от А до Д);
Населённые пункты Витебской области в районах (от Д до П);
Населённые пункты Витебской области в округах (от Р до Я).